# (3171) Wangshouguan
(3171) Wangshouguan es un asteroide perteneciente al cinturón de asteroides, descubierto el 19 de noviembre de 1979 por el equipo del Observatorio de la Montaña Púrpura desde el Observatorio de la Montaña Púrpura, Nankín (China).

## Designación y nombre
Designado provisionalmente como 1979 WO. Fue nombrado Wangshouguan en honor al astrónomo chino y académico Wang Shouguan, el padre de la astrofísica moderna en China.